# FLINTA*
FLINTA* és una abreviatura en alemany de Frauen, Lesben, Intergeschlechtliche, nichtbinäre, trans und agender Personen), traduït literalment en català com dones, lesbianes, intersexuals, no binàries, trans i agènere. L'asterisc representa totes les identitats de gènere no binàries. Per incloure explícitament persones queer, de vegades s'utilitza el terme FLINTAQ. S'utilitza per designar espais i esdeveniments sense homes cisgènere.